# Bachelor's degree
Il bachelor's degree (o semplicemente bachelor, tradotto con baccalaureato o baccellierato) è un titolo di studio universitario rilasciato dal sistema universitario di alcuni paesi anglosassoni nonché dalle università pontificie. Si tratta di quello che in Italia viene chiamata  "laurea triennale".
Viene rilasciato al termine del primo ciclo come definito dal processo di Bologna e dello Spazio europeo dell'istruzione superiore ed è pertanto il corrispettivo della laurea italiana, del grado spagnolo e della licence francese. Si consegue al termine di un corso di laurea della durata convenzionale di tre o quattro anni, a seconda dello Stato.

## Denominazione formale del titolo
Abbreviato in bachelor, la sua traduzione italiana è, letteralmente, "grado del baccelliere" e il suo titolare è detto "baccalaureato", mentre la laurea di per sé è il "baccellierato".
Il termine non va confuso con il baccalaureat, che è un titolo finale di scuola secondaria, come in Francia, dove è il perfetto equivalente dell'italiano diploma superiore (o maturità). Il bachelor non va neanche confuso con il baccellierato europeo rilasciato dalle scuole europee.

## Origine del nome
Il termine bachelor, riferito al percorso universitario, deriva il suo nome dal latino "baeca laurei", in italiano alloro o lauro (italianizzazione di laurus), la pianta che si usa per adornare il capo degli studenti universitari in ricordo del lauro presente presso la scuola di Aristotele ad Atene e come simbolo di gloria e vittoria. L'alloro era la pianta che adornava il percorso detto peripatetico sull'acropoli di Atene, dove si svolgevano attività delle scuola di Aristotele (335 a.C.). Aristotele era considerato in antichità e nel periodo medievale non come un maestro, ma "il Maestro" per eccellenza in diverse discipline: Aristotele era conosciuto per il suo ampio e profondo sapere, che abbracciava diverse scienze come la filosofia, la scienza applicata, le scienze naturali, la politica, la retorica e la logica. Ecco perché il liceo, luogo dove si affrontano e apprendono una pluralità di varie discipline, prende il nome dal santuario di Apollo Licio, nei pressi della scuola aristotelica: il liceo per la sua pluridisciplinarità è stato considerato per lungo tempo propedeutico all'università, infatti in molti licei si studiano programmi equiparabili a quelli universitari. Da questa idea di pluridisciplinarità, associata ad Aristotele, nascono poi le università medievali, dall'idea che Aristotele rappresentasse la conscenza massima anche per la Chiesa. Nessuno doveva contestare il sapere aristotelico. Le università nascono dalle cattedrali, luoghi dove si radunava e manifestava il massimo sapere della società medievale. La "baeca laurei", cioè l'alloro era una pianta consacrata ad Apollo, divinità della musica, poesia, delle arti, della medicina, della profezia e del sole, per questo si trovava vicino al tempio di Apollo Licio. Per comprendere meglio il legame tra l'alloro e il termine anglofono bachelor (che letteralmente significa scapolo, presumibilmente casto e illibato) bisogna fare riferimento alla leggenda di Dafne e Apollo. L'alloro è la pianta in cui si trasformo la ninfa Dafne, vergine e pura, per sfuggire ai corteggiamenti di Apollo. Quest'ultimo, non potendo avere Dafne, onorò la sua mutazione rendendo l'alloro il suo albero sacro, simbolo di castità e gloria. La castità che rappresenta l'alloro dovrebbe quindi spiegare il termine anglofono bachelor che indica la castità e l'illibatezza dello studente. Quindi, per finire, Il termine anglofono bachelor deriva dal latino medievale baccalaureus o da baccalaureate, dal latino moderno baccalaureatus, cioè dal baccelliere, era colui che partecipava alla competizione per resistere al percorso che andava da almeno tre anni a un massimo di sei, per poi essere glorificato con la corona di lauro. Appunto da qui deriva il nome laurea.
Bachelor significa letteralmente scapolo, perché l'alloro era la pianta in cui si trasformò Dafne, vergine e pura, per sfuggire ai corteggiamenti di Apollo, divinità delle scienze e poesia, nonché tante altro. Nel medioevo, colui che conseguiva il baccalaureus era ritenuto casto e illibato come uno scapolo (di solito era un percorso riservato ai soli individui di genere sessuale maschile), gli veniva così conferita la corona di lauro (o alloro) che appunto simboleggiava la purezza e la castità, proprie della ninfa Dafne. La corona era poi anche il simbolo di vittoria e gloria. La corona di lauro quindi simboleggia la connessione tra Dafne e Apollo, cioè tra il laureato e la conoscenza, in un mondo che viveva di sincretismo. Infatti, secondo la leggenda, quando Dafne mutò in albero di alloro (il lauro) Apollo rimase sconvolto e non rinunciò all'amore per lei: abbracciò il suo tronco e adornò i suoi capelli e i suoi templi di alloro. Così chi consegue una laurea diventa sacro ad Apollo e viene simbolicamente amato da lui. Il laureato è colui che viene abbracciato dalla conoscenza (rappresentata nel mito da Apollo).

## Varianti secondo i Paesi

### Canada
In Canada la maggior parte dei baccellierati è conferita dopo un corso di studi di 4 anni, salvo che in Québec, dove la durata è di 3 anni, poiché i quebecchesi frequentano due anni pre-universitari, ossia uno in più che nel resto del Canada, al CEGEP. Tra le eccezioni più rilevanti in Québec riguardo alla durata dei tre anni di baccellierato, sono da notare gli studi in ingegneria e in educazione (4 anni), in insegnamento primario e prescolare (4 anni), in insegnamento secondario (4 anni), in medicina (studi a ciclo unico che conducono direttamente al dottorato in medicina senza passare preliminarmente per un baccellierato e un master; questi studi sono molto più lunghi e la loro durata dipende dalle specializzazioni).

### Inghilterra e Galles
In Inghilterra e nel Galles il baccellierato dura dai 3 ai 5 anni: le lauree possono essere ordinarie o con distinzioni (honours), questi ultimi sono più difficili in quanto prevedono sempre un'attività di ricerca indipendente. Sono segnalati dall'aggiunta di (Hons) dopo l'abbreviazione del titolo, ad esempio "BSc (Hons)". La votazione finale si esprime sempre per fasce: prima classe (First class, abbreviazione: 1st), seconda classe superiore (Upper Second, abbreviazione: 2.1), seconda classe inferiore (Lower Second, abbreviazione: 2.2), terza classe (Third Class, abbreviazione: 3rd).
Un grado combinato con distinzioni (Combined honours degree) indica il fatto di studiare due materie, una maggiore e una minore; un grado interdisciplinare con distinzioni (joint honours degree) indica il fatto di studiare due materie in ugual misura. In certe università britanniche, per ragioni storiche alcuni baccellierati sono gradi di 2º ciclo (postgraduate), corrispondente allora a quello che nel sistema universitario di lingua inglese è chiamato generalmente master's degree.
A differenza dei sistemi americani e scozzesi, lo studente deve scegliere una specialità nel primo anno universitario, laddove negli Stati Uniti o in Scozia la scelta è molto più ampia durante i primi due anni del ciclo di quattro anni.

### Scozia e Irlanda
In Scozia ed in Irlanda il 1º ciclo di studi superiori che conducono al bachelor's degree dura 3 anni nel caso di un diploma ordinary e 4 anni nel caso di un honours. Nelle quattro antiche università della Scozia, gli studi del primo ciclo conducono a un Master of Arts o a un Bachelor of Science secondo le materie studiate. Il master of arts rilasciato da queste università non è un diploma post laurea; la sua denominazione è un retaggio della Facoltà delle arti del Medioevo. Infine, il primo ciclo può portare ugualmente in cinque anni a un master di carattere scientifico intitolato in inglese: master's degree in science, abbreviato in BSci, da non confondere con il master in scienze di 2º ciclo (post laurea), master's degree of science, abbreviato in MSc.

### Stati Uniti d'America
Il sistema statunitense si basa sul sistema scozzese con 4 o 5 anni di studi per il bachelor's degree (da non confondere con il baccalauréat international, che segna la fine del ciclo di studi secondario). I primi due anni permettono lo studio di un grande insieme di discipline (generalmente una maggiore e parecchie minori), mentre gli ultimi due-tre anni si concentrano su un ambito più specifico.

## Titoli specifici

### Bachelor of Arts
Il corso di laurea in Bachelor of Arts (B.A., dall'inglese: baccelliere delle arti) dura in generale tre anni nel Regno Unito (salvo che in Scozia), in Svizzera, in Nuova Zelanda, in Australia, e nel Québec e quattro anni negli Stati Uniti, in Irlanda, in Scozia e nel resto del Canada.
Negli Stati Uniti e in Canada, un bachelor of arts esige che lo studente abbia frequentato una maggioranza dei suoi corsi (la metà o i tre quarti) nelle arti, termine che raggruppa le scienze sociali, le lettere, la musica o le arti plastiche. Si dà questo titolo anche agli studenti che abbiano seguito principalmente corsi nei campi delle scienze fisiche come la biologia e la chimica. Questo è frequente in alcune delle più prestigiose università statunitensi della Ivy League, come l'Università di Princeton, e le scuole superiori.
In Gran Bretagna, la maggior parte delle università mantengono la distinzione tra le arti e le scienze, ma certune, come l'Università di Oxford e quella di Cambridge, conferiscono B.A. a ogni studente qualunque sia la sua specializzazione.
Il bachelor of arts e il bachelor of science (B.Sc., letteralmente "baccellierato in scienze") si assomigliano molto in numerosi paesi, in particolare perché sono le principali lauree di primo livello (undergraduate). Negli Stati Uniti e in Canada, le due lauree includono una formazione di base (scienze umane, scienze sociali, scienze naturali e matematiche). Gli studenti devono scegliere una materia principale (major) e possono ugualmente seguire certi corsi facoltativi. La laurea di bachelor of science conta più corsi nella materia principale del piano di studi del bachelor of arts. Inoltre, il bachelor of science viene conferito sempre più nelle scienze naturali che nelle scienze umane. Negli Stati Uniti, ugualmente, il B.A. è attribuito nei campi a vocazione professionale piuttosto che in quelli puramente accademici. Si trovano così più facilmente B.Sc. proposti in finanza, contabilità, diritto penale, ecc. Al di là delle principali differenze, i B.A. e i B.Sc. si distinguono più spesso a seconda delle facoltà o delle università.

### Bachelor of Fine Arts
Il Bachelor of Fine Arts è il corso di laurea standard per studenti negli Stati Uniti e in Canada che cercano una formazione professionale nelle arti visive o dello spettacolo.

### Bachelor of Law
Il baccellierato in diritto (Legum Baccalaureus in latino, Bachelor of Laws in inglese, LL.B) è la principale laurea in materie giuridiche nei paesi che utilizzano il common law, salvo gli Stati Uniti dove vi è lo Juris Doctor. Il titolare di un baccellierato in diritto porta il titolo abbreviato LL.B., che proviene dall'espressione latina legum baccalaureus ("baccellierato delle leggi"). Il baccellierato in diritto positivo (baccalaureate of civil law, BCL) fu creato nelle università di Oxford e di Cambridge come laurea del ciclo superiore di diritto positivo. Esso corrisponde dunque a una laurea cosiddetta postgraduate, conseguibile dopo un bachelor of arts (è, cioè, una laurea di secondo livello, ancorché non utilizzi la denominazione di Master's degree). A Cambridge, questa laurea è stata ribattezzata Master's of laws. Nelle università più recenti, il baccalaureate of civil law designa una laurea di primo livello paragonabile al bachelor of arts.
Mentre l'LL.B. è generalmente una laurea di primo livello, il J.D. americano è una laurea di secondo livello: per essere ammessi è infatti necessario essere già in possesso di un bachelor's degree in altra materia (ad esempio, B.A. o B.Sc.). Ciò comporta che negli Stati Uniti per conseguire una laurea in legge sono necessari circa sette anni di studi, di cui quattro per ottenere una laurea di primo livello e tre per il J.D. In Canada convivono il common law e il diritto civile del Québec. Il baccellierato in diritto (LL.B.) concernente il common law si prepara generalmente dopo un primo ciclo. Il programma di studi dura tre anni. In Québec, Il baccellierato in diritto (abbreviato in B.C.L, LL.B. o LL.L.) concerne il diritto positivo (ad esempio il programma di diritto civile dell'Università di Ottawa nell'Ontario). È preparato generalmente dopo un primo ciclo. Il programma di studi dura due anni dopo il CEGEP.

### Bachelor of Music
Il Bachelor of Music è un titolo accademico rilasciato da un college, università o conservatorio al termine di un programma di studio musicale, adottato nei Paesi anglosassoni. 

### Bachelor of Science
In America del Nord l'ottenimento del bachelor of science richiede che lo studente abbia seguito una maggioranza (la metà o i tre quarti) dei suoi corsi di materie scientifiche in scienze naturali, fisica o matematica. Il resto dei corsi è di educazione generale.
Nel Regno Unito le discipline considerate sono più variegate e possono comprendere, per esempio, le scienze economiche, ma questo dipende anche dalle università che possono, per tematiche simili, rilasciare piuttosto dei bachelor of arts. All'Università di Oxford questo diploma era inizialmente di secondo ciclo (postgraduate), ma è stato in seguito rinominato Master of Science.
Si ottiene dopo tre anni di studio in Gran Bretagna, Galles, Irlanda del Nord, Québec, Singapore, Australia, Nuova Zelanda, Hong Kong e Sudafrica e dopo quattro anni nel resto dell'America del Nord, in Irlanda e in Scozia. Questo termine è spesso abbreviato in B.Sc. o B.S. (più raramente in S.B. o Sc.B.), iniziali dell'espressione latina Baccalaureus Scientiae ("baccellierato della scienza").
In Canada il baccellierato in scienze (baccalaureate of science in inglese) è rilasciato dopo una formazione in scienze di quattro anni (tre anni in Québec, dove la formazione pre-universitaria dura un anno in più).
All'Università di Moncton il baccellierato in scienze è chiamato diplôme en Sciences de la Santé (DSS), cioè "diploma in scienze della sanità". Questo corso di studi è offerto esclusivamente da questa università ed è imperniato sulle scienze pure e matematiche e prepara gli studenti alle professioni sanitarie (medicina, veterinaria, farmacologia ecc.). Con una durata da due a tre anni, è l'equivalente del bachelor of science delle altre università nordamericane in una forma più concentrata.

### Bachelor of Divinity
Nelle università occidentali un Bachelor of Divinity (baccellierato in divinità, abbreviato in BD o BDiv) è di solito un titolo accademico postgraduate (post laurea) conseguito dopo un corso di studi in teologia o, raramente, studi religiosi.

### Bachelor of Sacred Theology
Il Bachelor of Sacred Theology è un titolo accademico ecclesiastico rilasciato dalle università pontificie accreditate come tali presso Città del Vaticano.